# Силакога
Силакога (англ. Sylacauga) — місто (англ. city) в США, в окрузі Талладіга штату Алабама. Населення — 12 578 осіб (2020).

## Географія
Силакога розташована за координатами 33°10′39″ пн. ш. 86°15′36″ зх. д. / 33.17750° пн. ш. 86.26000° зх. д. (33.177585, -86.260105). За даними Бюро перепису населення США в 2010 році місто мало площу 50,87 км², з яких 50,48 км² — суходіл та 0,40 км² — водойми.

## Історія
Силакога вперше згадується в записах Фернандо де Сото 1540 року. Пізніше згадується у територіальних французьких записах в 1759 році як поселення, населене 50 воїнами з індіанського племені Шауні, також відомого тоді як «Chalakagay». Ім'я «Си-ла-кау-га», складається з двох індійських слів «Chalaka-ge», що означає «місце племені Chalaka». Місто вперше було зареєстровано 1838 року як «Syllacoga» і знову 1887 року як «Sylacauga».
На початку 1830-х років в цій місцевості було прокладено кілька важливих доріг. Численні пороми були влаштовані через річки. 1852 року була побудована дорога від Монтгомері, штат Алабама до Вінтерборо, що проходила через Силакога. Перша залізниця через Силакога була прокладена 1 грудня 1886 року.
Перша газета, «Sylacauga Argus» з'явилася 1887 року.
Головна магістраль Силакога є Бродвей-авеню. Перша будівля на цій вулиці була побудована в 1890 році Smith Brothers.
Силакога «Мармурове місто», побудована на твердому шарі найбілішого мармуру у світі. Шар становить приблизно 32 милі в довжину, півтори милі в ширину і 400 метрів в глибину. Деякі з найкрасивіших будівель в країні, таких, як Верховний Суд США, храм Аль-Джонсона в Каліфорнії, будівлі «Woolworth» в Х'юстоні, штат Техас, і багато інших, були побудовані і прикрашені мармуром Силакоґа.

## Демографія
Згідно з переписом 2010 року, у місті мешкало 12 749 осіб у 5284 домогосподарствах у складі 3434 родин. Густота населення становила 251 особа/км². Було 5831 помешкання (115/км²).
Расовий склад населення:
| - 66,6 % — білих - 30,2 % — чорних або афроамериканців - 0,5 % — азіатів - 0,4 % — корінних американців - 1,3 % — осіб інших рас |

До двох чи більше рас належало 1,1 %. Частка іспаномовних становила 2,3 % від усіх жителів.
За віковим діапазоном населення розподілялося таким чином: 24,4 % — особи молодші 18 років, 58,5 % — особи у віці 18—64 років, 17,1 % — особи у віці 65 років та старші. Медіана віку мешканця становила 39,6 року. На 100 осіб жіночої статі у місті припадало 83,1 чоловіків; на 100 жінок у віці від 18 років та старших — 79,8 чоловіків також старших 18 років.
Середній дохід на одне домашнє господарство становив 47 705 доларів США (медіана — 33 407), а середній дохід на одну сім'ю — 55 930 доларів (медіана — 42 466). Медіана доходів становила 41 975 доларів для чоловіків та 32 952 долари для жінок. За межею бідності перебувало 29,8 % осіб, у тому числі 45,6 % дітей у віці до 18 років та 15,3 % осіб у віці 65 років та старших.
Цивільне працевлаштоване населення становило 4821 осіб. Основні галузі зайнятості: освіта, охорона здоров'я та соціальна допомога — 25,3 %, виробництво — 19,0 %, роздрібна торгівля — 11,9 %, мистецтво, розваги та відпочинок — 10,1 %.

## Галерея

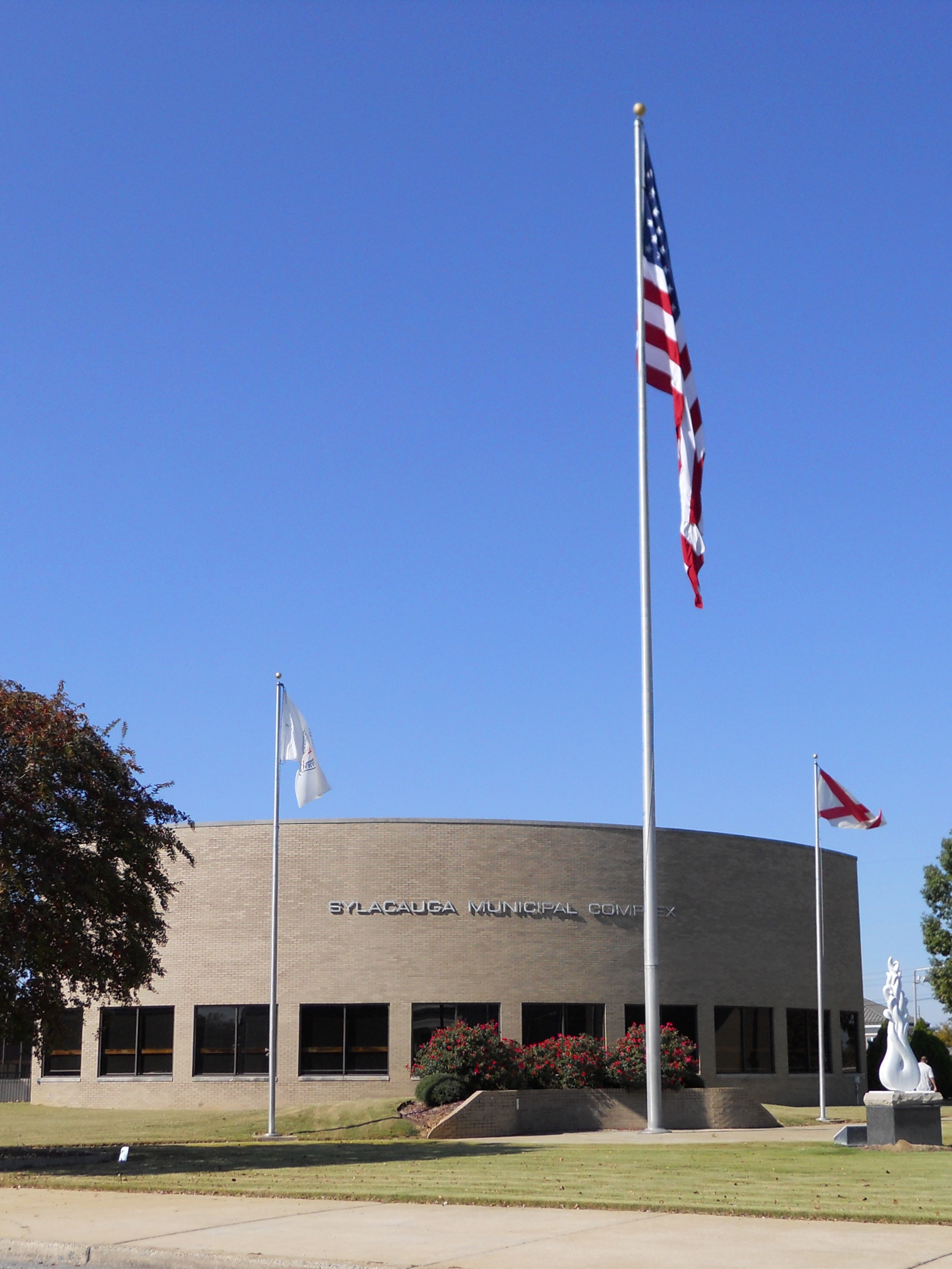
Муніципальний комплекс Силакога
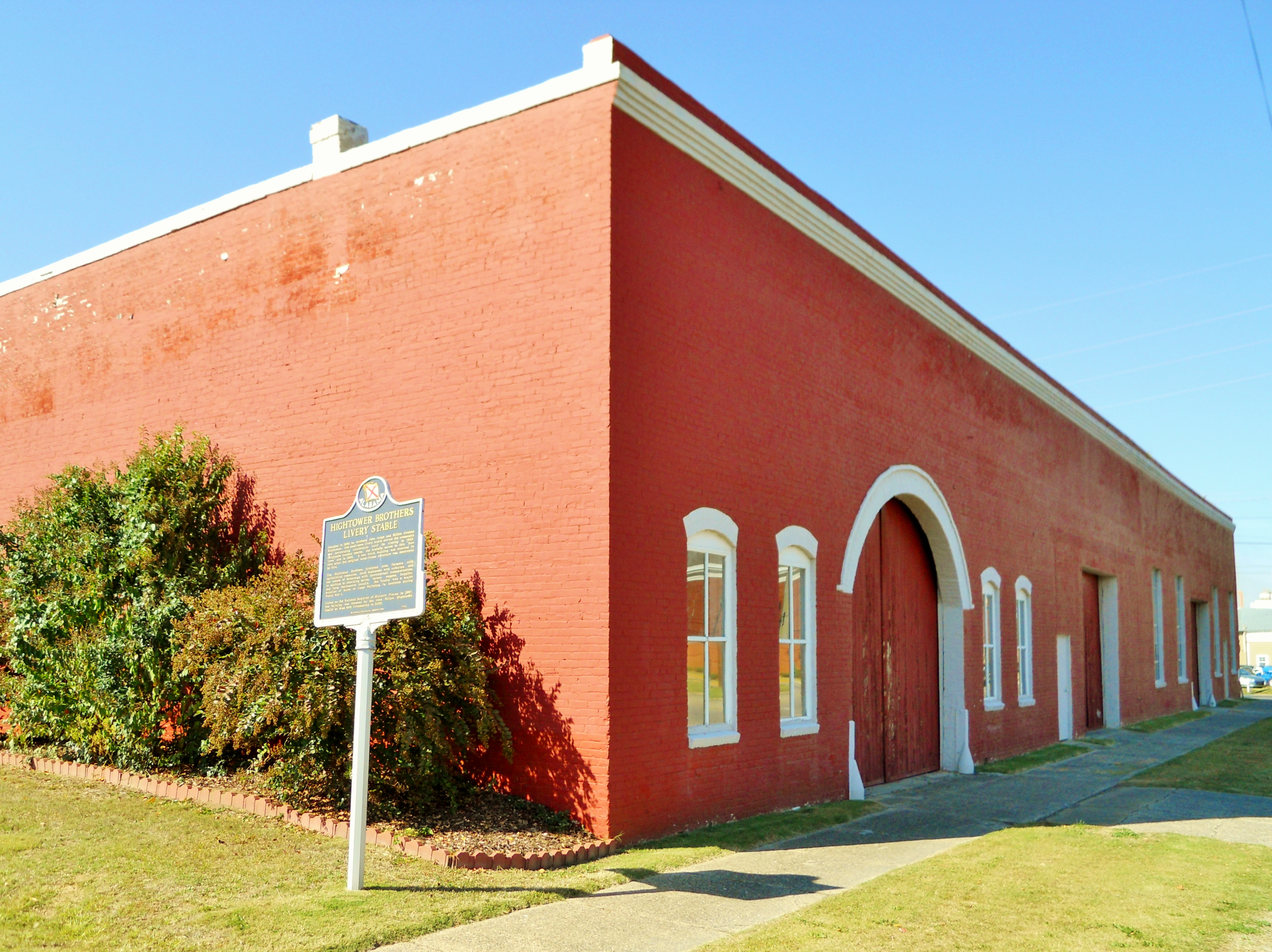
Будівля включена до Національного реєстру історичних місць 3 липня 1997
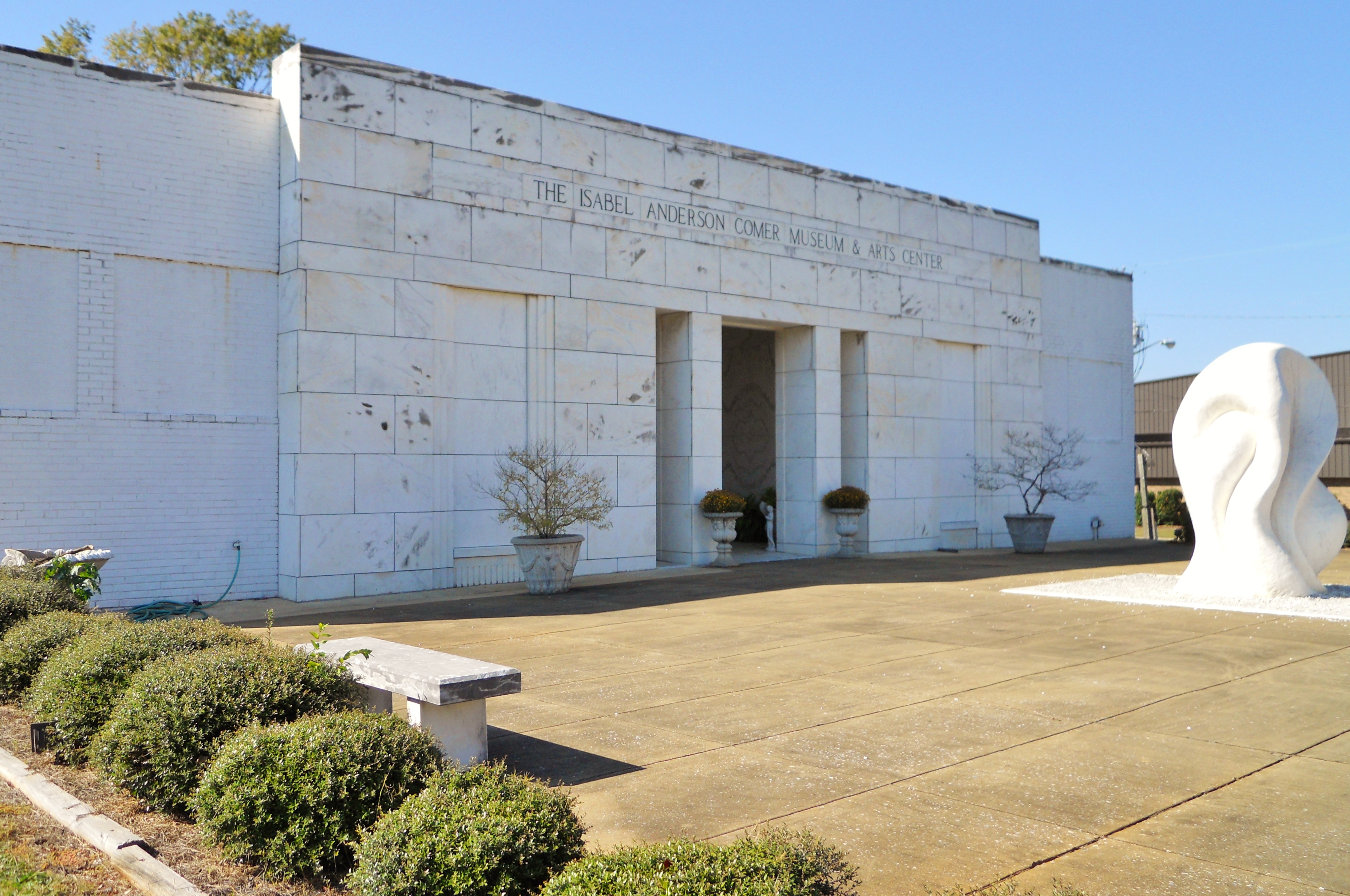
Меморіальна бібліотека була включена до Національного реєстру історичних місць 6 вересня 2005
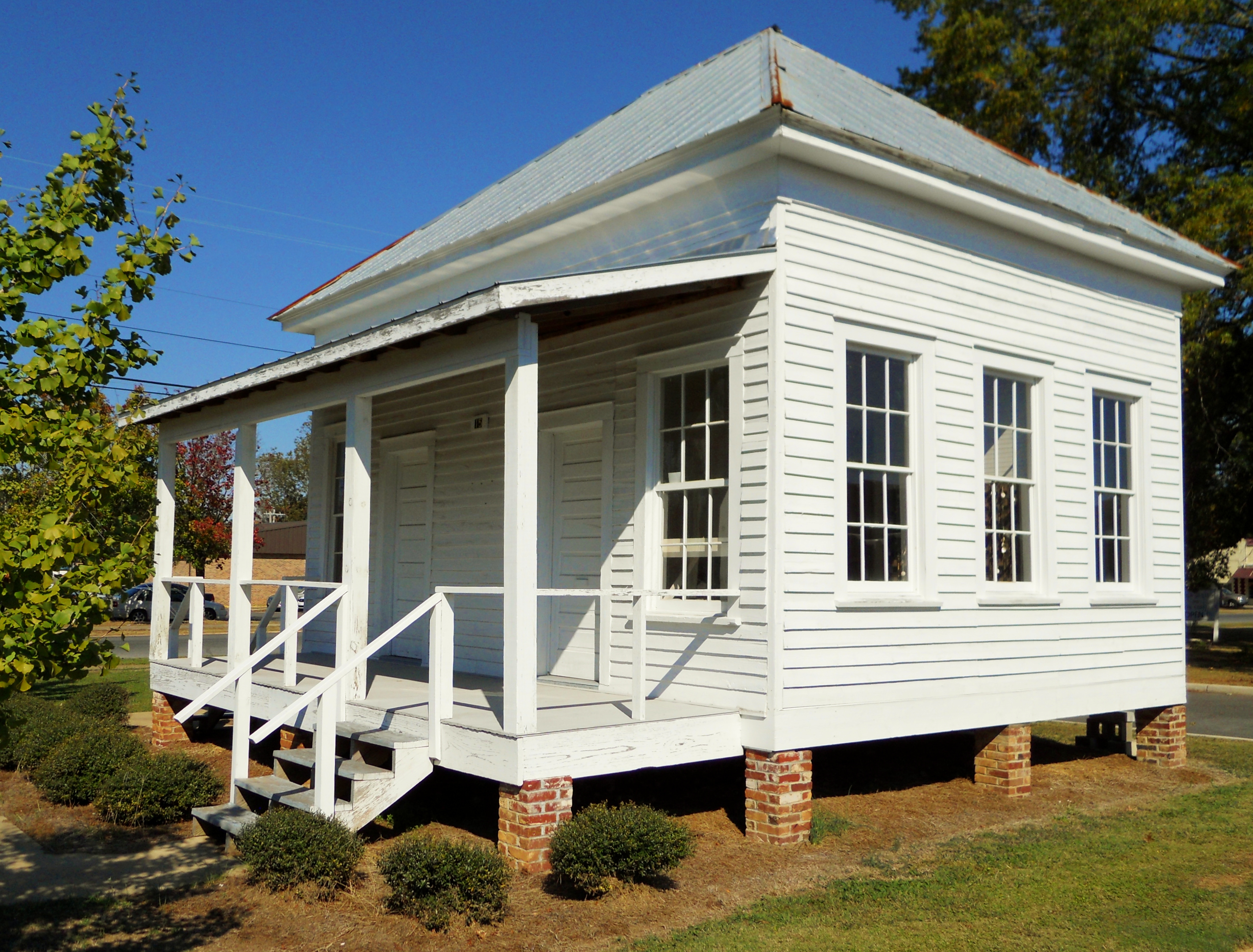
Це поштове відділення було перенесено із сусіднього міста-привида Гентс-Керрі в його поточне місце розташування в Силакога
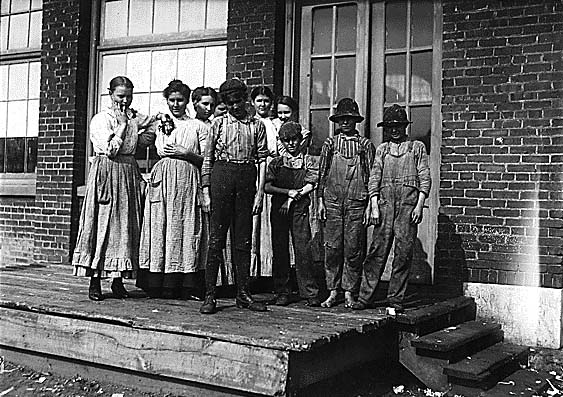
Група дитячих працівників в Силакога в листопаді 1910 року